# 1880年代
| 千纪： | 2千纪                                                                                            |
| 世纪： | 18世纪 \| 19世纪 \| 20世纪                                                                       |
| 年代： | 1850年代 \| 1860年代 \| 1870年代 \| 1880年代 \| 1890年代 \| 1900年代 \| 1910年代                 |
| 年份： | 1880年 \| 1881年 \| 1882年 \| 1883年 \| 1884年 \| 1885年 \| 1886年 \| 1887年 \| 1888年 \| 1889年 |

## 大事记
- 德國人戈特利布·戴姆勒發明汽車引擎。
- 中國、北歐、愛爾蘭移民在美國鋪設鐵軌達73000英里（117,000公里）。
- 中法戰爭
- 1887年黄河决口

## 出生
1881--畢卡索，少數生前「名利雙收」的畫家之一。
1881--魯迅，新文化運動（五四文化運動）的領袖之一。
1882--富蘭克林·德拉諾·羅斯福，唯一連任超過兩屆的美國總統，第32任美國總統。
1887--蔣中正，中華民國總統，領導中國連續八年抗戰。
1888--顧維鈞，外交家，簽訂《聯合國憲章》。
1889--阿道夫·希特勒，橫行第二次世界大戰歐洲戰場，納粹黨領袖。
1889--李大釗，中國共產黨主要創立人之一。

## 逝世
1880年--古斯塔夫·福樓拜，法國文學家。
1881年--慈安太后，發動辛酉政變主謀者之一。
1885年--查理·喬治·戈登，指揮「常勝軍」協助平定太平天國江蘇軍隊。
1885年--岩崎彌太郎，三菱財閥的創辦人。
1885年--左宗棠，平定太平天國、西北回變，「晚清四大名臣」。
1886年--路德維希二世 (巴伐利亞) ，維特爾斯巴赫王朝的巴伐利亞王國國王
1889年--岑毓英，廣西西林岑家始祖。